# Metaphycus iohneumon
Metaphycus iohneumon is een vliesvleugelig insect uit de familie Encyrtidae. De wetenschappelijke naam is voor het eerst geldig gepubliceerd in 1936 door Girault.